# Acido isopalmitico
L'acido isopalmitico  o acido 14-metilpentadecanoico, è un acido grasso saturo metil-ramificato con un totale di 16 atomi di carbonio. Ha la struttura di un acido pentadecanoico sostituito da un gruppo metilico in posizione 14:
```
   
CH
3

    |
CH
3
-CH-(CH
2
)
12
-COOH
```

È presente nei gliceridi del latte dei ruminanti e dei suoi derivati lattiero-caseari, come il burro. È sintetizzato con successive condensazioni di Claisen con il malonil-CoA come cessore di C2, su un substrato di isobutirril-CoA, da batteri presenti in particolare nei rumine dei ruminanti, in una reazione complessiva che può essere scritta come::
Isobutirril-CoA + 6 malonil-CoA +12 NADPH + H + → acido isopalmitico + 6 CO 2+ 12 NADP + + 5 H 2 O+ 7 CoA.
Il percorso della sintesi degli acidi grassi a catena medio lunga ramificata de novo differisce solo nelle fasi iniziali da quello dell'acido grasso a catena lineare, l'acido palmitico, presente nella maggior parte degli organismi e per la presenza come substrato di un acido ramificato a catena corta come l'acido isobutirrico.
L'acido isopalmitico è considerato un biomarcatore per l'artrite reumatoide.